# Рокаромана
Рокарома̀на (на италиански: Roccaromana) е село и община в Южна Италия, провинция Казерта, регион Кампания. Разположено е на 180 m надморска височина. Населението на общината е 997 души (към 2010 г.).